# 宇高菜絵
宇高 菜絵（うだか なえ、1985年3月6日 - ）は、愛媛県西条市出身の、日本人の女子柔道選手である。愛媛県立宇和島東高等学校から愛媛女子短期大学に進み、さらに帝京大学に編入して同校卒業。階級は57キロ級。身長161cm。得意技は大外刈。組み手は右組み。段位は参段。血液型はA型。コマツ女子柔道部から、現在はブイテクノロジーに所属している 。

## 人物
6歳の時に柔道を始める。愛媛女子短大2年の時福岡国際女子柔道選手権大会 で優勝を果たした。その後も、国内外で一定の活躍をしていたものの代表には至らなかったが、2010年の体重別において、昨年の講道館杯に引き続いて松本薫に一本勝ちを果たして、ついに代表の座を勝ち取った。しかし、世界選手権では3回戦で敗れた。続く世界団体では2戦2敗ながらチームは3位に入った。
2012年の選抜体重別では初戦で世界チャンピオンの佐藤愛子に大外刈で一本勝ちすると、決勝でも松本をGSに入ってから大外返の有効で破って2年ぶり2度目の優勝を果たした。しかしながら、オリンピック出場圏内となる世界ランキング14位以内に入っていなかったために、ロンドンオリンピック代表選考の対象とはならなかった。
2013年の講道館杯決勝では松本に指導2で敗れた。グランドスラム・東京では世界2位であるアメリカのマルティ・マロイを大外刈で破って優勝を飾った。
2014年2月のグランドスラム・パリでは、決勝で山本杏にGSに入ってから指導3を取られて敗れた。4月の体重別では決勝で山本に大外刈で一本勝ちして2年ぶり3度目の優勝を飾り、世界選手権代表に選ばれた。8月の世界選手権では決勝でポルトガルのテルマ・モンテイロと対戦すると、先に指導1を取られるが終了30秒前に指導1を取り返すと、GSに入ってモンテイロの足取りにより反則勝ちを収めて、29歳にして世界チャンピオンとなった。世界団体では3位だった。グランドスラム・東京では7位に終わった。2015年2月にはグランプリ・デュッセルドルフに出場するが、初戦で敗れた。4月の体重別では準決勝で山本に有効で敗れた。5月のワールドマスターズではモンゴルのドルジスレン・スミヤに敗れて3位だった。グランドスラム・パリでも3位になった。2016年4月の選抜体重別では3位になった。6月のグランプリ・ブダペストでは決勝で三井住友海上の玉置桃に敗れて2位だった。11月の講道館杯では決勝で会社の4年後輩にあたる石川慈に指導1で敗れて2位だった。12月のグランドスラム・東京では準決勝で玉置を破るも、決勝では会社の同僚で11歳年下の芳田司に対してGSを含めて10分近い激闘の末に指導1を取られて2位に終わった。2017年2月のグランプリ・デュッセルドルフでは準決勝でドルジスレンに反則負けを喫して3位に終わった。4月の体重別では決勝で14歳年下となる三井住友海上の舟久保遥香を大外刈で破って今大会4度目の優勝を飾った。しかしながら、世界選手権代表には選出されなかったが、世界団体のメンバーに選出された。世界団体では初戦のみの出場だったが一本勝ちすると、その後チームも優勝を飾った。地元の愛媛県で開催された国体ではチームの優勝に貢献した。グランドスラム・東京では準々決勝で同じコマツに所属する台湾の連珍羚に敗れるが、敗者復活戦を勝ち上がって3位になった。2018年の体重別では準決勝で玉置に合技で敗れて3位だった。グランプリ・ブダペストでは準決勝でドイツのテレサ・シュトールに小外刈で敗れると、3位決定戦でカナダに国籍を変更した出口クリスタに大内刈で敗れて5位だった。2020年4月からはブイ・テクノロジーの女子柔道部へ移籍して、選手と監督を兼ねることになった。11月の講道館杯では決勝まで進むも、JR東日本の柴田理帆に反則負けして2位だった。2021年4月の体重別では決勝で舟久保に小内刈の技ありで敗れて2位だった。2024年10月には全日本女子代表チームのコーチに就任した。
なお、握力は左右55キロもあり、この階級の選手にしては非常にパワーがある。

## 戦績
- 2004年 - 全日本ジュニア　優勝
- 2004年 - 福岡国際 　優勝
- 2004年 - 学生体重別　2位
- 2005年 - 学生体重別2位
- 2006年 - 学生体重別　2位
- 2006年 - 講道館杯　優勝
- 2007年 - ユニバーシアード個人戦、団体戦　ともに優勝
- 2009年 - ワールドカップ・ウィーン　2位
- 2009年 - 体重別　2位
- 2009年 - グランプリ・チュニス　優勝
- 2009年 - グランドスラム・リオデジャネイロ　2位
- 2009年 - 講道館杯　優勝
- 2009年 - 東アジア競技大会 優勝
- 2010年 - ワールドマスターズ2010  2位
- 2010年 - グランドスラム・パリ　3位
- 2010年 - 体重別　優勝
- 2010年 - 世界団体　3位
- 2010年 - グランプリ・青島　優勝
- 2011年 - 体重別　3位
- 2011年 - 全日本実業柔道個人選手権大会　2位
- 2011年 - 講道館杯　3位
- 2012年 - 選抜体重別　優勝
- 2012年 -　実業団体　優勝
- 2012年 - 全日本実業柔道個人選手権大会　優勝
- 2012年 -　世界団体　優勝
- 2012年 - 講道館杯　2位
- 2013年 -　グランドスラム・パリ　3位
- 2013年 -　アジア選手権　団体戦　優勝
- 2013年 - 選抜体重別　3位
- 2013年 - 講道館杯　2位
- 2013年 -　グランドスラム・東京　優勝
- 2014年 -　グランドスラム・パリ　2位
- 2014年 -　体重別　優勝
- 2014年 -　実業団体　優勝
- 2014年 -　世界選手権　優勝
- 2014年 -　世界団体　3位
- 2014年 -　グランドスラム・東京　7位
- 2015年 - 選抜体重別　3位
- 2015年 - ワールドマスターズ　3位
- 2015年 - グランドスラム・パリ　3位
- 2016年 -　選抜体重別　3位
- 2016年 -　グランプリ・ブダペスト　2位
- 2016年 -　実業個人選手権　3位
- 2016年 -　国体成年女子の部　2位
- 2016年 - 講道館杯　2位
- 2016年 -　グランドスラム・東京　2位
- 2017年 -　グランプリ・デュッセルドルフ　3位
- 2017年 -　選抜体重別　優勝
- 2017年 -　グランドスラム・エカテリンブルグ　2位
- 2017年 -　実業団体　優勝
- 2017年 -　世界団体　優勝
- 2017年 -　国体　優勝
- 2017年 -　グランドスラム・東京　3位
- 2018年 -　グランドスラム・デュッセルドルフ　7位
- 2018年 -　選抜体重別　3位
- 2018年 -　実業団体　2位
- 2018年 -　グランプリ・ブダペスト　5位
- 2019年 - 実業個人選手権　3位
- 2019年 - 講道館杯　5位
- 2020年 -　講道館杯　2位
- 2021年 -　体重別　2位
- 2022年 -　全日本強化選手選考会 5位
- 2023年 -　ワールドコンバットゲームズ 団体戦 3位

(出典、JudoInside.com)